# Wereldkampioenschappen synchroonzwemmen 2009 – Solo technische routine
Het Wereldkampioenschap synchroonzwemmen 2009 technische routine voor solisten vond plaats op 19 en 20 juli 2009 in Rome, Italië. De voorronde vond plaats op 19 juli, de beste 12 solisten kwalificeerde zich voor de finale die een dag later plaatsvond. Titelverdedigster was de Russin Natalja Isjtsjenko.

## Uitslagen

### Voorronde
| Rang | Naam                       | Nationaliteit       | Score  | Bijz. |
| ---- | -------------------------- | ------------------- | ------ | ----- |
| 1    | Natalja Isjtsjenko         | Rusland             | 98.667 | Q     |
| 2    | Gemma Mengual              | Spanje              | 97.834 | Q     |
| 3    | Marie-Pier Boudreau Gagnon | Canada              | 95.500 | Q     |
| 4    | Beatrice Adelizzi          | Italië              | 93.500 | Q     |
| 5    | Daria Joesjko              | Oekraïne            | 92.834 | Q     |
| 6    | Yumi Adachi                | Japan               | 92.333 | Q     |
| 7    | Despoina Solomou           | Griekenland         | 90.500 | Q     |
| 8    | Jenna Randall              | Verenigd Koninkrijk | 89.500 | Q     |
| 9    | Sona Bernardova            | Tsjechië            | 88.666 | Q     |
| 10   | Anna Koelkina              | Kazachstan          | 87.000 | Q     |
| 11   | Giovana Stephan            | Brazilië            | 86.500 | Q     |
| 12   | Stephanie Jost             | Zwitserland         | 86.333 | Q     |
| 13   | Nadine Brandl              | Oostenrijk          | 85.833 |       |
| 14   | Park Hyunsun               | Zuid-Korea          | 84.833 |       |
| 15   | Melanie Zillich            | Duitsland           | 79.833 |       |
| 16   | Kalina Yordanova           | Bulgarije           | 79.333 |       |
| 17   | Julieta Andrea Diaz        | Argentinië          | 78.500 |       |
| 18   | Grisel Tendero Llada       | Cuba                | 78.334 |       |
| 19   | Anastasiya Ruzmetova       | Oezbekistan         | 78.166 |       |
| 20   | Greisy Gomez               | Venezuela           | 77.833 |       |
| 21   | Nadezhda Gómez             | Costa Rica          | 74.833 |       |
| 22   | Devah Leenheer             | Aruba               | 73.834 |       |
| 23   | Lee Renyi Gayle Esther     | Singapore           | 73.667 |       |
| 24   | Adela Amanda Nirmala       | Indonesië           | 72.334 |       |
| 25   | Kirstin Anderson           | Nieuw-Zeeland       | 71.500 |       |
| 26   | Au Ieong Sin Ieng          | Macau               | 70.666 |       |
| 27   | Yew Li Cheng               | Australië           | 70.500 |       |
| 28   | Margarita Ghazaryan        | Armenië             | 62.000 |       |

### Finale
| Rang   | Naam                       | Nationaliteit       | Score  |
| ------ | -------------------------- | ------------------- | ------ |
| Goud   | Natalja Isjtsjenko         | Rusland             | 98.667 |
| Zilver | Gemma Mengual              | Spanje              | 97.833 |
| Brons  | Marie-Pier Boudreau Gagnon | Canada              | 96.000 |
| 4      | Beatrice Adelizzi          | Italië              | 94.667 |
| 5      | Yumi Adachi                | Japan               | 93.334 |
| 6      | Daria Joesjko              | Oekraïne            | 93.167 |
| 7      | Despoina Solomou           | Griekenland         | 90.333 |
| 8      | Jenna Randall              | Verenigd Koninkrijk | 90.166 |
| 9      | Sona Bernardova            | Tsjechië            | 88.667 |
| 10     | Anna Koelkina              | Kazachstan          | 87.500 |
| 11     | Stephanie Jost             | Zwitserland         | 87.167 |
| 12     | Giovana Stephan            | Brazilië            | 86.500 |